# 第一原理計算
第一原理計算（だいいちげんりけいさん、英: first-principles calculation、ab initio calculation）とは第一原理に基づいて行われる計算（手法）の総称である。

## IUPACによる定義
IUPACゴールドブックによれば、第一原理計算（英: ab initio calculations）の定義はab initio quantum mechanical methodsの項目に置き換えられている。その定義は「基礎物理定数以外の実験値に依存しない量子力学に基づいた計算手法」である。また、非経験的量子力学的計算（英: non-empirical quantum mechanical methods）が同義語として挙げられている。

## 第一原理計算（手法別）
- バンド計算（→第一原理バンド計算）
- 量子化学的手法（→計算化学）、DV-Xα法
- 非経験的分子軌道法（第一原理分子軌道法）
- 第一原理的手法 (原子核物理学)

## 第一原理計算（バンド計算に関して）の現状
いわゆる第一原理による電子状態計算手法によって扱える原子の数は2003年現在でも100～1000個程度までであり、アボガドロ定数に遠く及ばない。1000原子のオーダーでようやく最も簡単な構造のたんぱく質（或いはアミノ酸）が扱えるかもしれないというレベルである。
実際に計算で扱う時間の問題も存在する。第一原理分子動力学法で扱える時間は、最大でも数ピコから数十ピコ秒程度の分子動力学しか扱えない。実時間での1秒間を実際に計算の上で再現させることは現実問題として不可能に近い。更に、電子状態を解くために用いる近似手法（密度汎関数法、局所密度近似、一電子近似、断熱近似等）は、現実の化学反応を正確には記述できているとは言い難く、ましてや生体内の代謝反応やDNAの複製過程、植物の光合成のような大規模で複雑な反応を第一原理計算だけで再現することは著しく困難と言わざるを得ない。
そのため、こうした困難を乗り越えるための努力が行われている。オーダーN法や、ハイブリッド法は、1000原子より一桁以上大きなサイズの系を扱えるようにすることを目標としており、それを可能としつつある。ただ、方法論として未だ発展途上で、精度に関しての十分な検証が必要である。一方、現実の化学反応等をより精度良く記述するために、断熱近似を越えるような試みや局所密度近似を越える試みなどがなされている。光化学反応などでは、電子励起状態が関与する。こうした現象を密度汎関数法の枠内で取り扱うため、時間依存を含めた形式（TDDFT）も展開されている。

## 関連記事
- 計算物理